# Tommette de Domessin
De Tommette de Domessin is een Franse kaas uit de Savoie.
De kaas wordt gemaakt van volle, gepasteuriseerde koemelk, uitsluitend door de Fruitière de Domessin, een plaatselijke zuivelfabriek.
Het is een klein, rond halfhard kaasje, met een gladde, donkergrijze korst. Het kaasje verspreidt bij het openen van de verpakking een duidelijke mestgeur, iets wat in de smaak ook terug te vinden is.